# Női hármasugrás a 2015. évi nyári európai ifjúsági olimpiai fesztiválon
A 2015. évi nyári európai ifjúsági olimpiai fesztiválon az atlétikai versenyszámokat Tbilisziben rendezték. A női hármasugrás döntőjét július 29.-én rendezték.

## Rekordok
A versenyt megelőzően a következő rekordok voltak érvényben:
| Ifjúsági világrekord | Qiuyan Huang (Kína)       | 14.57 m |
| EYOF rekord          | Leibak Kaire (Észtország) | 13.47 m |

## Döntő
| H     | Név                          | Nemzet        | 1            | 2            | 3            | 4            | 5            | 6            | E     | Mj |
| ----- | ---------------------------- | ------------- | ------------ | ------------ | ------------ | ------------ | ------------ | ------------ | ----- | -- |
| Arany | Georgiana Iuliana Anitei     | Románia       | x            | 12.91 (+1,2) | x            | 12.66 (+2,2) | x            | 13.50 (+2,9) | 13.50 |    |
| Ezüst | Sonya Da Konseisao Kussekala | Ukrajna       | 12.45 (+1,1) | x            | 13.30 (+2,1) | 12.64 (+3,0) | 12.96 (+1,3) | 13.19 (+3,9) | 13.30 | PB |
| Bronz | Eva Pepelnak                 | Szlovénia     | x            | 11.79 (0,0)  | 12.66 (+1,6) | 12.87 (+3,0) | x            | 12.60 (+2,1) | 12.87 |    |
| 4     | Saara Hakanen                | Finnország    | x            | 11.99 (+1,1) | 11.86 (+2,1) | 12.45 (+2,3) | x            | 12.56 (+0,4) | 12.56 | SB |
| 5     | Safiatou Faty                | Franciaország | x            | x            | 12.54 (-0,3) | x            | x            | 12.49 (+2,1) | 12.54 |    |
| 6     | Aleksandra Skobel            | Oroszország   | 12.34 (+1,1) | x            | x            | 12.25 (+3,2) | x            | 12.34 (+1,6) | 12.34 |    |
| 7     | Fatima Akua Kone             | Svédország    | 11.93 (+0,7) | 12.21 (+3,3) | x            | 11.65 (+1,6) | 12.19 (+1,3) | 12.26 (+1,8) | 12.26 |    |
| 8     | Tereza Hromadníková          | Csehország    | 12.03 (+2,1) | 12.19 (+1,3) | 11.90 (+1,6) | x            | 11.62 (+1,6) | 11.72 (+0,2) | 12.19 | PB |
| 9     | Kristiāna Zacmane            | Lettország    | 11.87 (+1,1) | 11.94 (-1,5) | 11.82 (+1,2) |              |              |              | 11.94 |    |
| 10    | Tugba Danişmaz               | Törökország   | x            | 11.72 (+0,9) | 11.92 (+2,0) |              |              |              | 11.92 |    |
| 11    | Leila Martinez Lezon         | Spanyolország | x            | 11.30 (-1,0) | 11.61 (+2,2) |              |              |              | 11.61 |    |
| 12    | Nicole Kraska                | Lengyelország | x            | x            | 11.52 (+2,0) |              |              |              | 11.52 |    |